# Szczepan Keller
Szczepan Keller ps. Chłop z Mirachowskiej Ziemi (ur. 10 lipca 1827 w Chmielnie, zm. 20 października 1872 w Pogódkach) – polski duchowny katolicki, działacz społeczny i oświatowy, pisarz ludowy.
Był synem Jana nauczyciela. Maturę uzyskał w 1849, następnie wstąpił do Seminarium Duchownego w Pelplinie. Święcenia kapłańskie otrzymał w 1853.
Pisał utwory o charakterze moralizatorskim np.: "Pół kopy wykrętów pijackich", "Jad człowieczy gorszy od jadu żmii i padalca, czyli przekleństwa co znaczą i za co płacą", "Kawałki o szkole" oraz utwory religijne np.: Zbiór pieśni kościelnych. Na łamach "Szkoły Narodowej" polemizował z Florianem Ceynową na temat Kaszubów.
Prowadził szeroką działalność oświatową. Założył w Pelplinie bibliotekę polską, oraz czytelnię ludową. Był założycielem prywatnej szkoły katolickiej w Ostródzie, w której sam nauczał. W 1869 założył i przez pierwsze cztery lata redagował tygodnik religijno oświatowy "Pielgrzym".  Czasopismo to wysuwało na pierwszy plan sprawy wyznaniowe, lecz także występowało w obronie ludności polskiej i przeciwstawiało się germanizacji. Ogrom obowiązków do tego choroba układu krążenia sprawiły, że w wieku 45 lat dopadł go nieuleczalny wtedy zawał serca. Zmarł w niedzielę, 20 października 1872 roku po mszy, w trakcie której przyjął do pierwszej komunii dzieci swojej parafii.